# La sola concreta realtà
La sola concreta realtà è un singolo della band rock italiana Tre Allegri Ragazzi Morti, pubblicato il 21 marzo 2024 da La Tempesta Dischi. È il secondo singolo estratto dall'album Garage Pordenone, pubblicato il 12 aprile 2024.

## Descrizione
Il brano è ispirato alla poesia La verità, vi prego, sull'amore di Wystan Hugh Auden. Il videoclip, a opera di Carlo Fusani e pubblicato assieme al singolo, è composto da una serie di illustrazioni animate tramite una intelligenza artificiale.

## Tracce
1. La sola concreta realtà – 3:05 (testo: Davide Toffolo – musica: Damiano Negrisoli)

## Formazione
- Davide Toffolo - voce, chitarra
- Enrico Molteni - basso, cori
- Luca Masseroni - batteria, cori